# Колаборативно новинарство
Колаборативно или умрежено новинарство је врста новинарства гдје више репортера или новинских организација, без припадности сродним организацијама, извјештавају и прилажу вијести за заједничку новинску причу. Колаборативно новинарство је практиковано и од стране професионалних и од стране аматерских репортера.

## Даља дефиниција
Колаборативно новинарство укључује и сврставање информација од бројних појединаца или организација у једну вијест. Подаци могу бити прикупљени кроз истраживања или извјештавања, или додани кад читаоци прегледају, коментаришу и надограђују на постојеће приче.
Приче у мејнстрим (mainstream) медијима често се граде на тим темељима. 
Зависно о систему сарадње, појединци такође могу пружити повратне информације или гласати о томе да ли је чланак вриједан објављивања. Једна заједничка вијест, дакле, може обухватити више аутора, различитих чланака, и бити сагледана из различитих перспектива.
Професионали и аматерски новинари могу радити заједно, развијати колаборативне новинске чланке, или мејнстрим медијски сајтови могу прикупљати аматерске блог постове како би надопунили извјештавање.
"У колаборативном новинарству блог је важна инспиративна платформа и "као алтернативни медијски формат који хибридизира између текста, анимације ријечи, симбола и знакова."
Колаборативни новинари могу директно допринијети причама, понекад кроз вики стил платформу за сарадњу, или градити причу споља, често путем личних блогова.
Колаборативни новинари развијају и испитују причу дио по дио. Прича се гради континуирано, а популарне приче примају дневна ажурирања. Комбинованим ауторством, колаборативно новинарство може понудити већу индивидуалност у размишљању и искуству што је недоступно у традиционалним медијима.

## Историја
Колаборативно новинарство појавило се кроз интернет раних 2000-их, те се развило постепено кроз разна онлајн продајна мјеста. Као примјер, Викињуз (Wikinews) је основан 2003-е, и Виндоус лајв (Windows Live) у 2005-ој години.

## Разлика од других стилова новинарства
- Колаборативно новинарство не треба мијешати с грађанским новинарством које практикују само аматерски новинари који развијају приче активним извјештавањем, прикупљањем, анализирањем и ширењем вијести и информација, често путем блогова на интернету.

- То није новинарство заједнице или грађанско новинарство, које практикују само професионалци.

- У новинарству заједнице, професионални репортери фокусирају своју покривеност на мањим срединама као што су четврт, предграђе, или мањим градовима (а не национална или међународна покривеност).

- Civic (public) новинарство је филозофија и пракса професионалних новинара и новина које дјелују као учесници у заједници, а не издвојени гледаоци.

- Колаборативно новинарство је слично, али не и идентично, интерактивном новинарству , у којем потрошачи доприносе професионалној вијести кроз коментарисање и разговор с новинаром.

- Вики новинарство је врста колаборативног новинарства.

## Линк новинарство
„Линк новинарство“, израз који је сковао Скот Карп (Sckot Karp) у 2008-ој, је “облик колаборативног новинарства у којем писац вијести нуди спољни линк унутар приче, извјештавање или друге изворе на интернету."
Линк новинарство је преузимање линкова од других онлајн медијских организација и блогера и њихово убацивање у садржај вијести.

## Примјена
Колаборативно новинарство је имплементирано на неколико различитих начина.
Викивијести (Wikinews), “фри (free) - садржај онлајн извор вијести,” омогућује било којем кориснику уређивање или стварање вијести, у сличном стилу Википедији. 
Неколико мејнстрим (mainstream) страница с вијестима усвојиле су приступ колаборативног новинарства према вијестима, кроз кориштење агрегације вијести. 
Вашингтон Пост (Washington Post) је развио политички сајт који се повезује на сродне садржаје с других страница с вијестима. 
НБЦ (NBC) повезује локалне новине, радио емисије, онлајн видеа и блогове на страницама својих локалних телевизијских станица.
Осврћући се на лансирање Тајм екстра (Time Extra) , Марк Фронс (Marc Frons) , технички директор за дигиталне операције у Њујорк тајмс-у (New York Timesu) , рекао је: 
"У прошлости, мислим да су се многе новинске организације бојале повезати с другим веб страницама из страха да би могли слати људе на адресу непоузданих извора те да се њихови читаоци никада неће вратити. Али ти страхови су се углавном загубили и видјели смо много отворенију политику када је у питању усмјеравање читаоца да користе садржаје негдје друго на интернету."

## Критике
Колаборативно новинарство има неке критике:
- Неке вијести захтијевају тајност кроз њихов развој. Често извори не могу знати да су под истрагом или извјештавањем. Када један новинар истражује особу или организацију, тада је више вјероватно да ће се задржати тајност. Када се вијести развијају у сарадњи од стране више новинара, ипак, тајност ће вјероватно бити изгубљена, а прича угрожена.[8]

- Квалитет колаборативних пројеката тешко се процјењује, провјера чињеница може бити тешка, како чињенице долазе из разних извора. Квалитет писања и извјештавања могу се разликовати међу сарадницима.[тражи се извор]

## Напомена и референце
1. ↑  Whatis.com "http://searchsoa.techtarget.com/sDefinition/0,,sid26_gci1090596,00.html Архивирано на веб-сајту  (19. септембар 2010)" 2006, TechTarget
2. ↑  "http://www.instablogs.com/tour/ Архивирано на веб-сајту  (7. март 2009)" 2007, Instablogs.
3. ↑  Татјана Тапавички Дуроњић, 2011; страна 211; Комуницирање у медијасфери. Београд: Бирд-фин.
4. ↑  Stelter, Brian."http://www.nytimes.com/2008/10/13/business/media/13reach.html?scp=1&sq=Mainstream%20News%20Outlets%20Start%20Linking%20to%20Other%20Sites&st=cse"12 October 2008, New York Times
5. ↑  Karp, Brian."http://publishing2.com/2008/02/25/how-link-journalism-could-have-transformed-the-new-york-times-reporting-on-mccain-ethics/"2008 Архивирано на веб-сајту  (7. децембар 2017), Publish 2.0 Blog
6. ↑  Publish2 "http://www.publish2.com/about/what-is-link-journalism"2009 Архивирано на веб-сајту  (12. март 2009), Publish2.
7. ↑  Frons, Marc. "http://www.nytimes.com/2008/07/28/business/media/28askthetimes.html?adxnnl=1&pagewanted=all&adxnnlx=1217599487-JcYF6S4d34UK1ZlCsX04OA"2008, New York Times
8. ↑  "http://www.digidave.org/2009/03/collaboration-is-queen.html"2009 Архивирано 2009-08-17 на сајту , DigiDave.org